# Marlies de Loo
E.M.A.A. (Marlies) de Loo (Geleen, 7 mei 1945) is een Nederlands politicus van het CDA.

## Biografie
De Loo groeide op in Geleen en studeerde rechten aan de Katholieke Universiteit Nijmegen. Van 1986 tot 1997 was ze wethouder in de gemeente Venray en daarna werd ze benoemd tot burgemeester van de Noord-Limburgse gemeente Gennep. In 2003 en in 2009 werd ze herbenoemd. Op 1 juni 2012 verliet ze Gennep.
De Loo kwam in Gennep enkele malen in opspraak. In augustus 2011 werd een column van een raadslid waarin werd opgeroepen tot haar aftreden in verband met tekorten van 1,3 miljoen euro niet in het door de gemeente grotendeels gefinancierde huis-aan-huisblad de Maas- en Niersbode geplaatst. In februari 2012 kwam een opname via een openstaande microfoon naar buiten waarin De Loo uithaalt naar een raadslid en een wethouder. Vanuit de raad werd dit aangekaart bij gouverneur Theo Bovens.
In 2007 kreeg De Loo een koninklijke onderscheiding.
Van december 2012 tot en met juni 2013 was ze de waarnemend burgemeester van Nuth.